# Edmund Szumigała
Edmund Szumigała (ur. 21 kwietnia 1922 w Schermbeck, zm. 12 marca 1997) – polski inżynier górnik, poseł na Sejm PRL III kadencji.

## Życiorys
Syn Ignacego. Uzyskał wykształcenie wyższe, z zawodu inżynier górnik. Pracował na stanowisku głównego inżyniera w Kopalni Węgla Kamiennego „Thorez” w Wałbrzychu. W latach 1955–1956 dyrektor KWK „Bolesław Chrobry”. W 1961 uzyskał mandat posła na Sejm PRL z ramienia Polskiej Zjednoczonej Partii Robotniczej w okręgu Wałbrzych. W trakcie kadencji zasiadał w Komisji Handlu Zagranicznego.
Odznaczony Medalem 10-lecia Polski Ludowej (1954) oraz Brązowym (1952), Srebrnym (1951) i Złotym (1953) Krzyżem Zasługi.
Został pochowany na cmentarzu komunalnym w Wałbrzychu.